# Yahya Sanyang
Yahya „Menteng“ Sanyang (* 1981) ist ein gambischer Politiker.

## Leben
| Parlamentswahl | Stimmen | Stimmanteil |
| -------------- | ------- | ----------- |
| 2022           | 6866    | 42,56 %     |

Yahya „Menteng“ Sanyang, Menteng ist der Familienname seines Stiefvaters bei dem Sanyang aufgewachsen ist, arbeitet um 2022 als Bauingenieur für die Regierung.
Er trat als Kandidat der United Democratic Party (UDP) bei den Parlamentswahlen 2022 im Wahlkreis Latrikunda Sabiji an. Er erlangte 42,56 % der Stimmen und damit einen Sitz in der Nationalversammlung. Er erreichte mehr Stimmen als Saikou Marong von der National People’s Party (NPP) und der parteilose Kandidat Omar Colley.
Im November 2024 wurde Sanyang als Anwalt von der Gambia Bar Association zugelassen.